# Ромм, Фёдор Сергеевич
Фёдор Сергеевич Ромм (род. 30 ноября 1985, Москва) — российский кинорежиссёр, сценарист и музыкант.

## Биография
В детстве проживал в Загребе и Госпиче во время Войны в Хорватии. В 2003 году окончил Московскую международную киношколу. Высшее образование получал в Москве, в 2008 окончил Всероссийский государственный институт кинематографии имени С. А. Герасимова по специальности киновед. В 2010 году окончил Высшие курсы сценаристов и режиссёров (мастерская В. И. Хотиненко, П. К. Финна, В. А. Фенченко).
В 2014 году снял дипломную короткометражку «Последний из сарацинн» , в которой выступил так же в качестве сценариста и продюсера. Фильм стал участником множества российских и международных кинофестивалей. В апреле 2015 года на сайте Сноб (журнал) состоялась онлайн премьера фильма .
В 2017 году на Кинотавре состоялась премьера его короткометражной комедии "Судороги, Асфиксия, Смерть " . Продюсером фильма выступил Данила Ипполитов. Фильм стал лучшим игровым короткометражным фильмом на Moscow Indie Film Festival, а также участвовал во множестве международных кинофестивалей в том числе на: Московском международном кинофестивале, St. Louis International Film Festival (США) , Portobello Film Festival (Англия, Лондон), Braunschweig Film Festival (Германия) и многих других . Победитель в номинации «Лучший сценарий» на “European Cinefest 2019”. В 2018 году премьера фильма состоялась на федеральном телеканале 2x2.

## Музыкальная деятельность
В апреле 2015 года под вывеской «Фёдор Ромм и группа Кинозахват» выпустил одноимённый дебютный рок-альбом «Кинозахват» .
19 ноября 2019 года Ромм выпустил второй сольный альбом под названием «Тихий бунт» .